# José Ramírez (pintor)

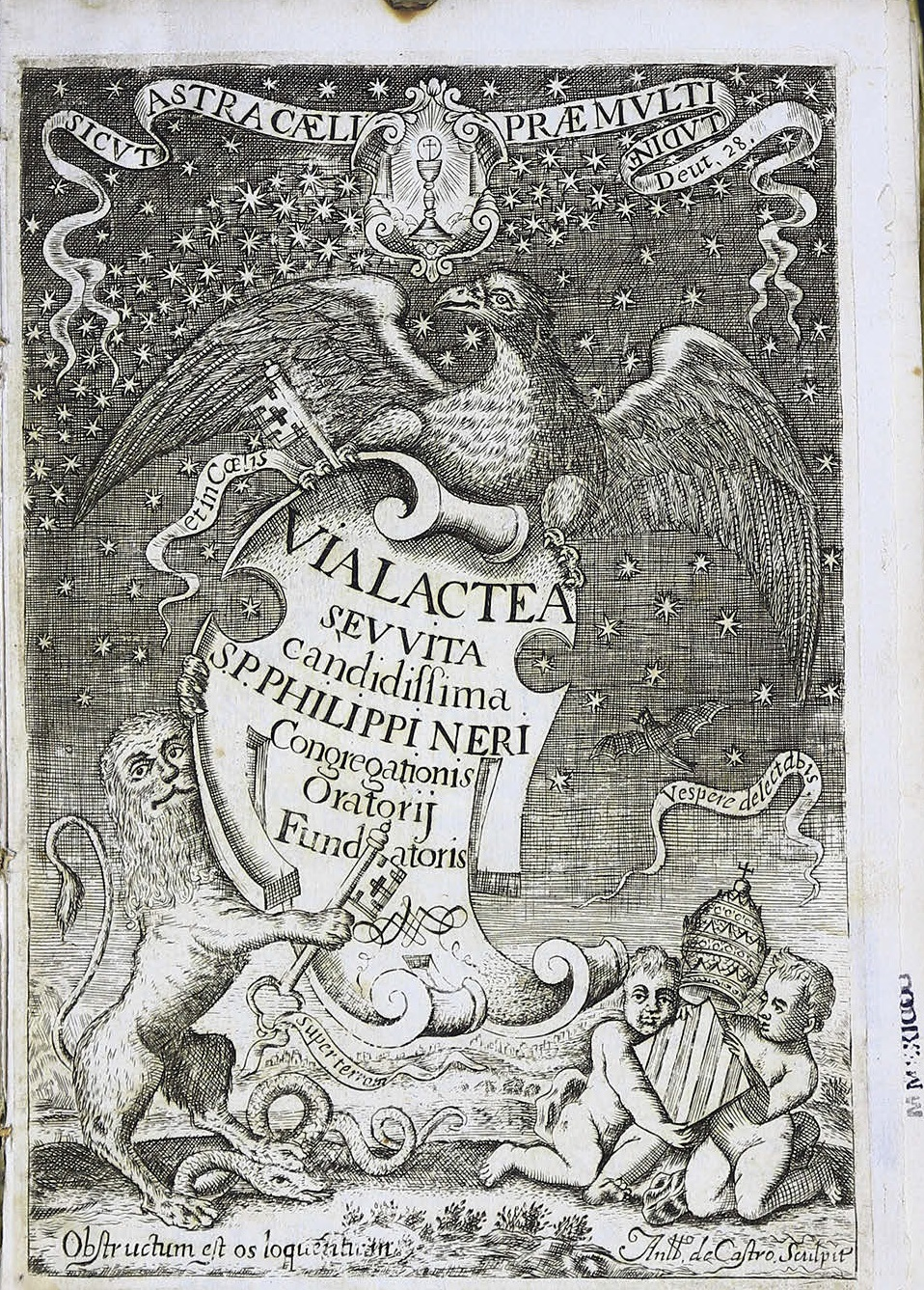
Frontispicio de Via lactea, seu, Vita candidissima S. Philippi Nerii presbyteri de José Ramírez, México, en la imprenta de María de Benavides, 1698. Grabado de Antonio de Castro. UNAM.

José Ramírez (Valencia, 1624-1692) fue un sacerdote de la Congregación del Oratorio, teólogo, escritor piadoso y pintor español del Reino de Valencia, autor de una biografía de san Felipe Neri compuesta como centón de frases tomadas de la Biblia.
Como escritor de inspiración religiosa, además de la mencionada biografía, titulada Via lactea, seu vita candidissima S. Philippi Nerii (Valencia, 1678), de la que existe una versión italiana editada en Milán en 1680, fue autor de composiciones jeroglíficas recogidas, entre otras, en la relación de las fiestas celebradas en Valencia en honor de san Juan de Mata y san Félix de Valois así como en las honras fúnebres que por la reina María Luisa de Orleans celebró la ciudad en 1689, donde eran más de sesenta sus jeroglíficos.
Según Antonio Palomino, que le daba tratamiento de doctor, fue discípulo de Jerónimo Jacinto Espinosa «y tan parecido a su maestro en la manera de pintar, que muchos tienen sus obras por de mano de su maestro». Palomino, que pudo conocerlo, mencionaba como suyas las pinturas del claustro de la Congregación de San Felipe Neri y las que ocupaban varios retablos de la iglesia, que no detalla, además del cuadro de Nuestra Señora de la Luz, «muy célebre en aquella tierra, y de singular devoción». Ninguna de estas obras, sin embargo, parece haberse conservado.
Se le han atribuido una Virgen del Rosario con san José y san Felipe Neri, imagen de belleza reposada, cercana a la destruida Virgen del Rosario de Espinosa en Segorbe, con la Virgen haciendo entrega del rosario a San Felipe Neri, un retrato del papa Alejandro VII y una Inmaculada, cercana a la desaparecida de la arciprestal de Llíria pintada por Espinosa, aunque de ejecución más tosca, conservadas las tres en la sacristía y antesacristía de la iglesia parroquial de Santo Tomás y San Felipe Neri de Valencia, antigua iglesia de la Congregación, si bien la ausencia de obras firmadas o documentadas impide que se le puedan asignar con certeza.